# Antonín Bartoníček

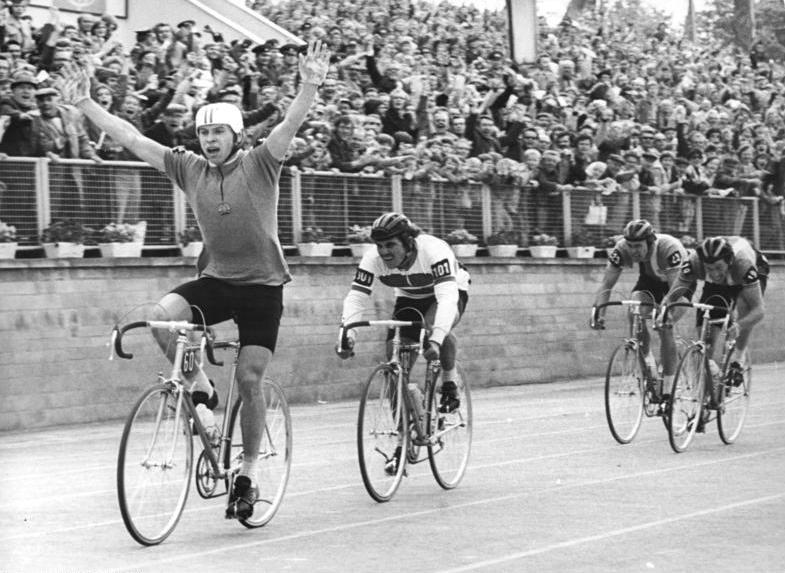
Dritter von links Bartoníček (1977)

Antonín Bartoníček (* 20. Februar 1949 in Karlovy Vary) ist ein ehemaliger tschechoslowakischer Radrennfahrer.
Seinen ersten größeren Erfolg hatte er 1970, als er das Rennen Prag–Karlovy Vary–Prag gewann. 1973 bis 1978 war Bartoníček Mitglied in der tschechoslowakischen Nationalmannschaft. 1976 wurde er Zweiter im Einzelzeitfahren der tschechoslowakischen Straßenmeisterschaft.

## Erfolge
| Jahr | Erfolg | Erfolg             | Rennen                                 |
| ---- | ------ | ------------------ | -------------------------------------- |
| 1972 | Sieger | Gesamtwertung      | Slowakei-Rundfahrt                     |
| 1972 | Sieger | 6. Etappe          | Friedensfahrt                          |
| 1972 | 2.     | 7. Etappe          | Friedensfahrt                          |
| 1973 | 2.     | 1. Etappe          | Friedensfahrt                          |
| 1973 | 2.     | 15. Etappe, Teil a | Friedensfahrt                          |
| 1974 | 2.     | 6. Etappe          | Österreich-Rundfahrt                   |
| 1974 | Sieger | 2. Etappe          | Friedensfahrt                          |
| 1974 | Sieger | 12. Etappe         | Friedensfahrt                          |
| 1975 | 3.     | 6. Etappe          | Polen-Rundfahrt                        |
| 1975 | 3.     | 11. Etappe, Teil b | Friedensfahrt                          |
| 1976 | Sieger | 1. Etappe          | Friedensfahrt                          |
| 1976 | 2.     | 2. Etappe          | Friedensfahrt                          |
| 1976 | Sieger | 8. Etappe          | Friedensfahrt                          |
| 1976 | Sieger | 12. Etappe         | Friedensfahrt                          |
| 1976 | 2.     | 2.                 | Nationalmeisterschaft Tschechoslowakei |
| 1977 | 3.     | 8. Etappe          | Friedensfahrt                          |
| 1978 | Sieger | 11. Etappe         | Milk Race                              |

## Familiäres
Sein jüngerer Bruder Zdenek Bartoníček war ebenfalls Radrennfahrer und Mitglied der Nationalmannschaft.

## Berufliches
Antonín Bartoníček war nach seiner aktiven Laufbahn als Trainer der Nationalmannschaft tätig.